# 게리 셰론
게리 셰론(Gary Cherone, 1961년 7월 26일 ~ )은 미국의 록 가수 겸 작곡가다. 셰론은 보스턴 록 밴드 익스트림의 리드 보컬과 반 헤일런의 리드 보컬로 짧게 활동한 걸로 알려져 있다. 그는 솔로 음반도 내놓았고, 2007년에 그는 익스트림과 재회했다.

## 슬립키드
셰론은 더 후의 헌정 밴드인 슬립키드와 함께 순회공연을 했다. 셰론의 전 익스트림 밴드 동료 폴 망곤이 베이시스트, 그의 동생 마르쿠스 셰론이 기타리스트다.